# Yettem (California)
Yettem es un lugar designado por el censo ubicado en el condado de Tulare en el estado estadounidense de California. En el año 2010 tenía una población de 211 habitantes.

## Geografía
Yettem se encuentra ubicado en las coordenadas 36°29′11.52″N 119°15′17.59″O / 36.4865333, -119.2548861.